# Lillian Hayman
Lillian Hayman (Baltimora, 17 luglio 1922 – New York, 25 ottobre 1994) è stata un'attrice e cantante statunitense.
Recita in diversi musical a Broadway, tra cui Porgy and Bess (1958), Hallelujah, Baby! (1967), che le valse un Tony Award alla miglior attrice non protagonista in un musical, e No, No, Nanette (1971).

## Filmografia

### Cinema
- Quella notte inventarono lo spogliarello (The Night They Raided Minsky's), regia di William Friedkin (1968)
- Mandingo, regia di Richard Fleischer (1975)

### Televisione
- Una vita da vivere (Once Life to Live) - serie TV, 64 episodi (1968-1986)
- Mod Squad, i ragazzi di Greer (The Mod Squad) - serie TV,  un episodio (1970)
- Love, American Style - serie TV, un episodio (1972)